# Slowakisches Erzgebirge

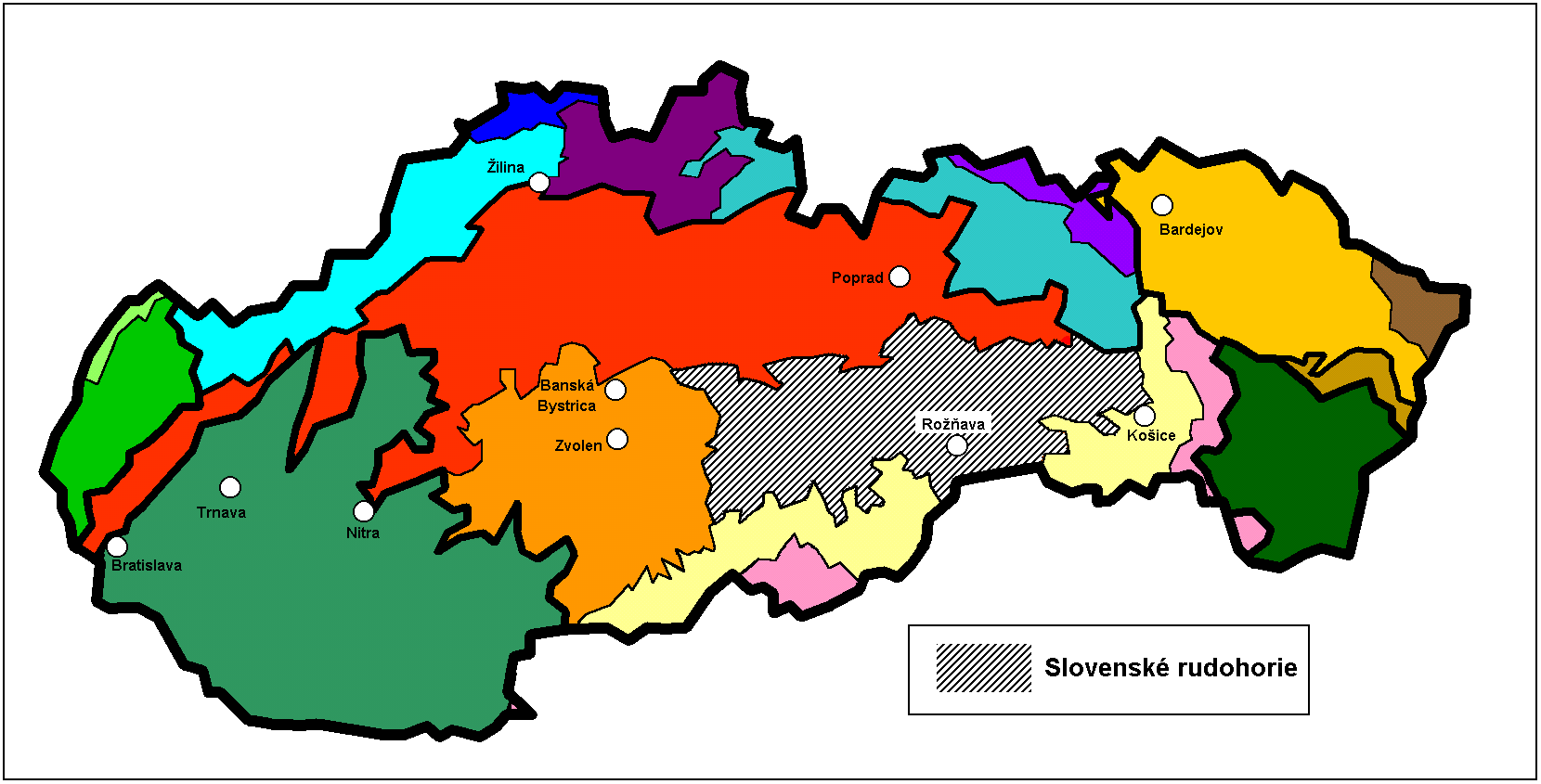
Das Slowakische Erzgebirge innerhalb der Geomorphologischen Einteilung der Slowakei

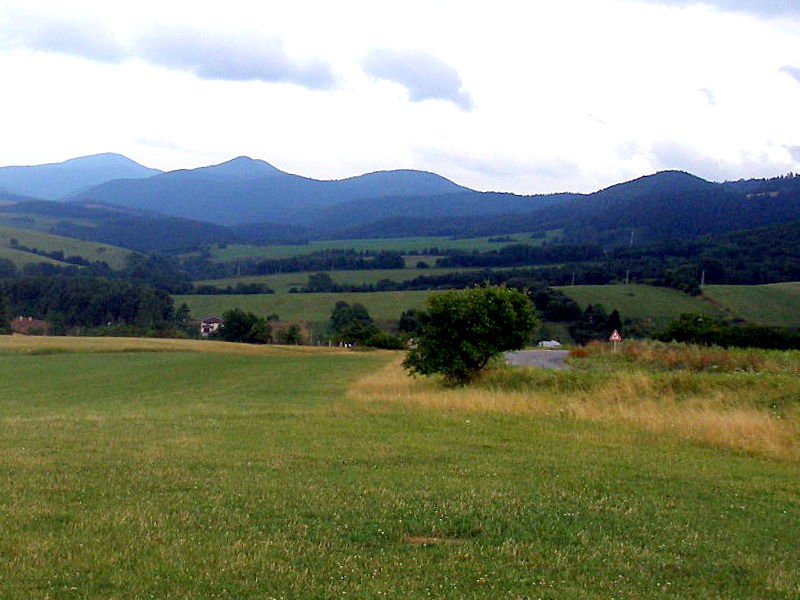
Teilgebirge Čierna hora in der Nähe der Ortschaft Klenov

Das Slowakische Erzgebirge (slowakisch Slovenské rudohorie) ist das flächenmäßig größte Gebirge der Slowakei und liegt im Verlauf der Westkarpaten. Es schließt südlich an die Niedere Tatra an und überdeckt den Großteil der südlichen Mittelslowakei. Seine Höhen sind geringer als jene der Tatra, doch wirtschaftlich ist es durch seine Erz- und andere Lagerstätten bedeutsam. Viele Abbaue sind heute allerdings stillgelegt.
Der heutige Name des Gebirges war auch vor 1918 üblich, als die Slowakei zum Königreich Ungarn gehörte. Auf Deutsch hieß es bis kurz nach dem Ersten Weltkrieg Ungarisches Erzgebirge, in der Zwischenkriegszeit (Tschechoslowakei) hingegen Slovenské Krušnohorie. Eine weitere, bei Geologen noch gebräuchliche, im Allgemeinen aber seltenere Bezeichnung ist Spišsko-gemerské rudohorie (Zips-Gemer-Erzgebirge).

## Geografisch-geologische Charakteristik
- Einordnung: ein Gebiet der Subprovinz Innere Westkarpaten
- Höchste Erhebung: Stolica mit 1476 m n.m.
- Länge (Ost-West): 135 km
- Breite: 25 bis 40 km
- Fläche: ca. 4000 km²

Das Relief ist massiv, zumeist plateauartig. Im Unterschied zu anderen Gebirgszügen der Slowakei besitzt es nur ein (und kleines) Gebirgsbecken und hat nur im Süden den Charakter eines Gebirgslandes.

## Gliederung
Das Gebirge umfasst folgende Landschaftseinheiten, die alle, bis auf die zwei Karstgebiete, dicht bewaldet sind:
- Veporské vrchy im Westen des Gebirges bei Brezno
- Spišsko-gemerský kras im mittleren Norden, mit dem vorgelagerten Slowakischen Paradies;
- Revúcka vrchovina im Zentrum und
- Stolické vrchy nördlich davon;
- Rožňavská kotlina und
- Volovské vrchy im Osten;
- Čierna hora (etwa Schwarzer Berg) im Nordosten bei Prešov
- Slovenský kras (Slowakischer Karst) im Südosten, in Ungarn dem Észak-Borsodi karszt entsprechend.

## Naturschutz
Folgende Nationalparks sind z. Zt. auf dem Gebiet des Gebirges eingerichtet: Muránska planina, Slowakischer Karst und Slowakisches Paradies.

## Geschichte
Die einst reichen Erzvorkommen (Eisen, Mangan, Kupfer, Blei, Zinn, Antimon) wurden seit Menschengedenken, intensiver seit dem 14. Jahrhundert, abgebaut und sind heute zu einem großen Teil erschöpft.